# The Glee Project
The Glee Project es un reality show de televisión que fue emitido por la cadena estadounidense Oxygen. Su estreno fue el 12 de junio de 2011.
En el 2011, la Television Critics Association anunció que los productores de Oxigen y los ejecutivos de Glee, Ryan Murphy y Dante Di Loreto, firmaron el Proyecto de Glee. El director de casting de Glee, Robert Ulrich, sirvió como director de casting para el proyecto.
El 23 de junio de 2011 se estrenó The Glee Project en Latinoamérica a través de Fox Latinoamérica, con tan solo 10 días de diferencia de la emisión original.

## Sistema de Selección
Varias rondas de audiciones hicieron los concursantes, presentando sus vídeos al subirlos a la página web del Proyecto. Los finalistas fueron elegidos para pasar una semana en Los Ángeles a finales de enero de 2011. Una gran parte fueron eliminados a diario al pasar por un proceso de audición, finalmente, los 25 fueron enviados a casa con la promesa de una llamada telefónica, siendo solo 12 los elegidos para llegar al programa de televisión.

## Proceso del Reality
En cada episodio de The Glee Project se da un tema general y se cubren los acontecimientos que han tenido lugar aproximadamente en el lapso de una semana.

### Tarea
A los concursantes se les da una "tarea" que implica el aprendizaje y la práctica de los segmentos de una canción elegida, al principio de cada episodio, los participantes realizan sus respectivas partes de la canción frente a un juez invitado (mentor), quien es parte del elenco de Glee, el competidor que gana recibe un período de sesiones personales con la estrella invitada y el papel principal en el video musical.

### Video musical
Los concursantes a continuación, crean un video musical inspirado en las actuaciones de Glee, Durante la preparación del video musical, los concursantes hacen un registro de la canción en un estudio profesional con el productor vocal "Nikki (née Hassman) Anders", también aprenden coreografías de "Zach Woodlee", y todo el proceso es supervisado por el director de casting de Glee "Robert Ulrich".

### Nominados
Mediante votaciones, los tres más inferiores son revelados, luego se les asigna una canción que se llevá a cabo con la esperanza de ser "salvado".

### Recital de los Nominados
Los tres últimos puestos de la semana interpretan sus canciones asignadas frente al mismo Ryan Murphy, Con el aporte de "Woodlee" y "Ulrich", se toma una decisión y uno de los tres últimos es eliminado.

### Eliminación
A diferencia de la mayoría de los reality shows de la competencia, los concursantes no son informados directamente de su eliminación, por el contrario, los tres últimos son notificados cuando "la lista es publicada" y descubren el resultado, ya que encuentran su nombre en la lista.

## Primera temporada
Aunque originalmente fue planeado para comenzar a transmitir a finales de mayo de 2011, The Glee Project se estrenó el 12 de junio de 2011, y emitió la premier más el episodio, teniendo una duración de dos horas, en la primera hora se mostró el proceso de audición y la selección de los doce candidatos, y la segunda hora fue el primer episodio de la serie. La premier de Canadá y de Reino Unido también fue emitido en formato extendido, en Canadá, la serie comenzó a transmitirse en Slice el 26 de junio de 2011, y en el Reino Unido, la serie comenzó a transmitirse en Sky 1 el 14 de julio de 2011.
Damian McGinty y Samuel Larsen fueron proclamados los ganadores de la primera temporada, cada uno apareció durante siete episodios en la tercera temporada de Glee, y los subcampeones Lindsay Pearce y Alex Newell aparecieron durante solo dos episodios de la misma temporada. Cameron Mitchell, quien abandonó la competencia en el episodio 7, fue elegido el "favorito de los fanáticos" y ganó un premio de 10 000 dólares. Pearce apareció en dos episodios, como la rival de Rachel Berry llamada Harmony, apareció en el episodio estreno de la temporada llamado "The Purple Piano Project" interpretando Anything Goes/Anything You Can Do y también en el octavo episodio "Hold On to Sixteen". McGinty comenzó su rol como Rory Flanagan, un estudiante de intercambio de Irlanda, en el cuarto episodio "Pot o’ Gold", interpretando Bein' Green, McGinty se mantuvo en el programa más allá de sus siete episodios de premio. Larsen debutó en Glee, en el decimotercer episodio, llamado "Heart", interpretando Stereo Hearts junto a Chord Overstreet, Amber Riley y Dianna Agron, como un estudiante de intercambio llamado Joe Hart, también aparece más allá de su original de siete episodios de temporada. La primera aparición de Newell fue en el episodio "Saturday Night Glee-ver" como Wade Adams / Unique, miembro transgénero del coro rival vocal adrenalina interpretando "Boogie Shoes".
McGinty, Larsen, Pearce y Newell fueron elegidos para cantar en el álbum de Navidad de Glee llamado "Glee: The Music, The Christmas Album Volume 2".

### Participantes
| Participante         | Edad    | Origen                        | Resultado                                            | Referencias |
| -------------------- | ------- | ----------------------------- | ---------------------------------------------------- | ----------- |
| Samuel Larsen        | 19 años | Los Ángeles, California       | Ganador De "The Glee Project"                        | [ 5 ]       |
| Damian McGinty       | 19 años | Derry, Irlanda del Norte      | Ganador De "The Glee Project"                        | [ 6 ]       |
| Lindsay Pearce       | 19 años | Modesto, California           | 2° Lugar De "The Glee Project"                       | [ 7 ]       |
| Alex Newell          | 19 años | Lynn, Massachusetts           | 2° Lugar De "The Glee Project"                       | [ 6 ]       |
| Hannah McIalwain     | 19 años | Asheville, Carolina del Norte | 7.ª Eliminada El 07/08/2011 en "Believability"       | [ 8 ]       |
| Cameron Mitchell     | 21 años | Fort Worth, Texas             | Abandonó la competencia El 31/07/2011 en "Sexuality" | [ 9 ]       |
| Marissa Von Bleicken | 19 años | Nueva York, Nueva York        | 6.ª Eliminada El 24/07/2011 en "Tenacity"            | [ 10 ]      |
| Matheus Fernandes    | 19 años | São Paulo, Brasil             | 5.º Eliminado El 17/07/2011 en "Pairability"         | [ 11 ]      |
| McKynleigh Abraham   | 19 años | Paducah, Kentucky             | 4.ª eliminada El 10/07/2011 en "Dance Ability"       | [ 12 ]      |
| Emily Vásquez        | 22 años | Nueva York, Nueva York        | 3.ª eliminada El 26/06/2011 en "Vulnerability"       | [ 13 ]      |
| Ellis Wylie          | 18 años | Grayslake, Illinois           | 2.ª eliminada El 19/06/2011 en "Theatricality"       | [ 14 ]      |
| Bryce Ross-Johnson   | 22 años | Westlake Village, California  | 1.er eliminado El 12/06/2011 en "Individuality"      | [ 15 ]      |

### Episodios
| Número | Título original                      | Audiencia en EE. UU. | Fecha de estreno EE. UU. | Estreno Latinoamérica   | Eliminado  |
| --- | ------------------------------------ | -------------------- | ------------------------ | ----------------------- | ---------- |
| 0 | «The Top 12»                         | 0.5                  | 12 de junio de 2011      | 23 de junio de 2011     | S/E        |
| Fue un especial de casting que mostró el proceso de selección de la nueva serie. |                                      |                      |                          |                         |            |
| 1 | «Individuality (Individualidad)»     | 0.5                  | 12 de junio de 2011      | 30 de junio de 2011     | Bryce      |
| - Mentor invitado : Darren Criss (Blaine Anderson) - Tarea: "Signed, Sealed, Delivered I'm Yours" - (Stevie Wonder) - Ganador: Matheus - Video musical: "Firework" - (Katy Perry) - Nominados y sus recitales: - Bryce: "Just the Way You Are" - (Bruno Mars) - Damian: "Jessie's Girl" - (Rick Springfield) - Ellis: "Big Spender" - (Sweet Charity) - Número de la eliminación: "Keep holding on" - (Avril Lavigne) |                                      |                      |                          |                         |            |
| 2 | «Theatricality (Teatralidad)»        | 0.5                  | 19 de junio de 2011      | 7 de julio de 2011      | Ellis      |
| - Mentor invitado: Idina Menzel (Shelby Corcoran) - Tarea: "Bad Romance" - (Lady Gaga) - Ganador: Alex - Video musical: "We're Not Gonna Take It" - (Twisted Sister) - Nominados y sus recitales: - Ellis: "Mackie Messer" - (Frank Sinatra) - Matheus: "Gives You Hell" - (The All-American Rejects) - McKynleigh: "Piece of My Heart" - (Janis Joplin) - Número de la eliminación: "Keep holding on" - (Avril Lavigne) |                                      |                      |                          |                         |            |
| 3 | «Vulnerability (Vulnerabilidad)»     | 0.6                  | 26 de junio de 2011      | 14 de julio de 2011     | Emily      |
| - Mentor invitado: Dot-Marie Jones (Entrenadora Shannon Beiste) - Tarea: "Please Don't Leave Me" - (Pink) - Ganador: Matheus - Video musical: "Mad World" - (Michael Andrews feat. Gary Jules) - Nominados y sus recitales: - Cameron: "Your Song" - (Elton John) - Damian: "Are You Lonesome Tonight?" - (Elvis Presley) - Emily: "Grenade" - (Bruno Mars) - Número de la eliminación: "Keep holding on" - (Avril Lavigne) |                                      |                      |                          |                         |            |
| 4 | «Dance Ability (Capacidad de Baile)» | 0.8                  | 10 de julio de 2011      | 21 de julio de 2011     | McKynleigh |
| - Mentor invitado: Harry Shum, Jr. (Mike Chang) - Tarea: "Hey, Soul Sister" - (Train) - Ganador: Samuel - Video musical: "U can't touch this" - (MC Hammer) - Nominados y sus recitales: - Alex: "I Will Always Love You" - (Whitney Houston) - Matheus: "Down" - (Jay Sean feat. Lil Wayne) - McKynleigh: "Last Name" - (Carrie Underwood) - Número de la eliminación: "Keep holding on" - (Avril Lavigne) |                                      |                      |                          |                         |            |
| 5 | «Pairability (Duabilidad)»           | 0.8                  | 17 de julio de 2011      | 28 de julio de 2011     | Matheus    |
| - Mentor invitado: Darren Criss (Blaine Anderson) - Tarea: "Need You Now" - (Lady Antebellum) - Ganadora: Marissa - Videos musicales: - Alex y Hannah: "Nowadays" - (Chicago) - Damian y Matheus: "The Lady Is a Tramp" - (Sammy Davis, Jr.) - Cameron y Lindsay: "Baby, It's Cold Outside" - (Frank Loesser) - Marissa y Samuel: "Don't you want me" - (The Human League) - Nominados y sus recitales: - Alex y Hannah: "Valerie" - (versión de Mark Ronson y Amy Winehouse) - Cameron y Lindsay: "River Deep – Mountain High" - (Tina Turner y Ike Turner) - Damian y Matheus: "These Boots Are Made for Walkin'" - (Nancy Sinatra) - Los últimos tres: - Alex - Cameron - Matheus - Número de la eliminación: "Keep holding on" - (Avril Lavigne) |                                      |                      |                          |                         |            |
| 6 | «Tenacity (Tenacidad)»               | 1.3                  | 24 de julio de 2011      | 4 de agosto de 2011     | Marissa    |
| - Mentor invitado: Max Adler (Dave Karofsky) - Tarea: "Bulletproof" - (La Roux) - Ganador: Marissa - Video musical: "Ice Ice Baby" - (Vanilla Ice) & "Under Pressure" - (Queen feat. David Bowie) - Nominados y sus recitales: - Alex: "And I Am Telling You I'm Not Going" - (Dreamgirls) - Cameron: "Love Can Wait" - (Cameron Mitchell) - Marissa: "Hate On Me" - (Jill Scott) - Número de la eliminación: "Keep holding on" - (Avril Lavigne) |                                      |                      |                          |                         |            |
| 7 | «Sexuality (Sexualidad)»             | 0.8                  | 31 de julio de 2011      | 11 de agosto de 2011    | Cameron    |
| - Mentores invitados: Mark Salling (Noah "Puck" Puckerman) y Ashley Fink (Lauren Zizes) - Tarea: "Like a Virgin" - (Madonna) - Ganador: Samuel - Video musical: "Teenage Dream" - (Katy Perry) - Nominados y sus recitales: - Alex - "I Will Survive" - (Gloria Gaynor) - Cameron - "Blackbird" - (The Beatles) - Damian - "Danny Boy" - (Glenn Miller) - Número de la eliminación: "Keep holding on" - (Avril Lavigne) - Nota: El eliminado de este capítulo fue Damian, pero Cameron decidió retirarse de la competencía, aun así Ryan Murphy le dio la oportunidad de continuar, pero este último prefirío retirarse y dándole, sin saber, una nueva oportunidad a Damian.                                                                        |                                      |                      |                          |                         |            |
| 8 | «Believability (Credibilidad)»       | 0.9                  | 7 de agosto de 2011      | 18 de agosto de 2011    | Hannah     |
| - Mentor invitado: Jenna Ushkowitz (Tina Cohen-Chang) - Tarea: "True Colors" - (Cyndi Lauper) - Ganador: Hannah - Video musical: "The Only Exception" - (Paramore) - Nominados y sus recitales: - Hannah: "Back to December" - (Taylor Swift) - Lindsay: "Maybe This Time" - (Liza Minnelli) - Samuel: "Animal" - (Neon Trees) - Número de la eliminación: "Keep holding on" - (Avril Lavigne) |                                      |                      |                          |                         |            |
| 9 | «Generosity (Generosidad)»           | 0.9                  | 14 de agosto de 2011     | 25 de agosto de 2011    | S/E        |
| - Mentor invitado: Kevin McHale (Artie Abrams) - Tarea: "Lean on Me" - (Bill Withers) - Ganador: Lindsay - Video musical: "Sing" - (My Chemical Romance) - Nominados y sus recitales: - Alex: "His Eye is on the Sparrow" - (Civilla D. Martín) - Damian: "I've Gotta Be Me" - (Sammy Davis, Jr.) - Lindsay "Defying Gravity" - (Wicked) - Samuel "My Funny Valentine" - (Babes in Arms) - Número de Finalización: "Keep holding on" - (Avril Lavigne) por los 4 Finalistas. |                                      |                      |                          |                         |            |
| 10 | «Glee-Ality (Glee-Alidad)»           | 1.2                  | 21 de agosto de 2011     | 1 de septiembre de 2011 | S/E        |
| - Mentor invitado: Ryan Murphy - Tarea: "Don't Stop Believin'" - (Journey) - Ganador: Los 4 Finalistas. - Video musical: "Raise Your Glass" - (P!nk) - últimos recitales: - Alex: "I Am Changing" - (Dreamgirls) - Damian: "Beyond the Sea" - (Charles Trenet) - Lindsay: "Gimme Gimme" - (Thoroughly Modern Millie) - Samuel: "Jolene" - (Dolly Parton) - Nota: En este episodio regresaron todos los antiguos participantes eliminados para participar del último video musical. |                                      |                      |                          |                         |            |

### Progreso Participantes
| Samuel     | Sigue  | Sigue  | Sigue  | Ganó   | Sigue  | Sigue  | Ganó   | Nom.   | Nom. | Ganó (7) |  |  |
| Damian     | Nom.   | Riesgo | Nom.   | Sigue  | Riesgo | Sigue  | Salv.  | Riesgo | Nom. | Ganó (7) |  |  |
| Lindsay    | Sigue  | Sigue  | Riesgo | Sigue  | Riesgo | Sigue  | Riesgo | Nom.   | Ganó | Ganó (2) |  |  |
| Alex       | Sigue  | Ganó   | Sigue  | Nom.   | Nom.   | Nom.   | Nom.   | Sigue  | Nom. | Ganó (2) |  |  |
| Hannah     | Riesgo | Riesgo | Sigue  | Riesgo | Riesgo | Riesgo | Sigue  | Elim.  |      |          |  |  |
| Cameron    | Sigue  | Sigue  | Nom.   | Riesgo | Nom.   | Nom.   | Aban.  |        |      |          |  |  |
| Marissa    | Riesgo | Sigue  | Sigue  | Sigue  | Ganó   | Elim.  |        |        |      |          |  |  |
| Matheus    | Ganó   | Nom.   | Ganó   | Nom.   | Elim.  |        |        |        |      |          |  |  |
| McKynleigh | Riesgo | Nom.   | Sigue  | Elim.  |        |        |        |        |      |          |  |  |
| Emily      | Sigue  | Riesgo | Elim.  |        |        |        |        |        |      |          |  |  |
| Ellis      | Nom.   | Elim.  |        |        |        |        |        |        |      |          |  |  |
| Bryce      | Elim.  |        |        |        |        |        |        |        |      |          |  |  |

 Ganó  El participante ganó el reto del capítulo.

 Ganó  El participante ganó el reto del capítulo pero aun así fue nominado.

 Sigue  El participante sigue en competencia.

 Riesgo  El participante corrió riesgo de ser nominado para la última instancía de eliminación.

 Nom.  El participante fue nominado para dejar la competencia, interpretando una última canción para salvarse.

 Nom.  Los participantes fueron nominados, pero no hubo ningún eliminado.

 Riesgo  El participante fue nominado pero quedó solo en riesgo en el capítulo en donde participaron en parejas y su compañero/a quedó nominado.

 Salv.  El participante fue eliminado, pero en última instancia fue salvado por uno de sus compañeros.

 Elim.  El participante fue eliminado de la competencia.

 Elim.  El participante ganó el reto del capítulo pero aun así fue eliminado de la competencia.

 Aban.  El participante abandonó la competencia.

 Ganó (7)  El participante ganó la oportunidad de aparecer en 7 episodios de la tercera temporada de glee.

 Ganó (2)  El participante ganó la oportunidad de aparecer en 2 episodios de la tercera temporada de glee.

## Segunda temporada
El casting para una segunda temporada fue anunciada después de la final de la primera temporada, La nueva temporada se confirmó el 17 de enero de 2012, momento en el que se afirmaba que la segunda temporada tendría catorce concursantes, un aumento de dos de los doce en la primera temporada. El 21 de enero de 2012, Lea Michele reveló que sería la mentora invitada para el estreno de la temporada. Otros mentores invitados incluyeron al co-ganador Samuel Larsen (Joe Hart), Cory Monteith (Finn Hudson), Naya Rivera (Santana Lopez), Jane Lynch (Sue Sylvester), Amber Riley (Mercedes Jones), Chris Colfer (Kurt Hummel) y los ya anteriores mentores en la primera temporada Darren Criss (Blaine Anderson) y Kevin McHale (Artie Abrams).
La segunda temporada se estrenó en los EE. UU. el 5 de junio de 2012, y tendrá una duración de once semanas.

### Participantes
| Participante        | Edad    | Origen                                      | Resultado                                       | Referencias |
| ------------------- | ------- | ------------------------------------------- | ----------------------------------------------- | ----------- |
| Blake Jenner        | 19 años | Miami, Florida.                             | Ganador De "The Glee Project 2"                 | [ 24 ]      |
| Ali Stroker         | 24 años | Nueva York, Nueva York.                     | Subcampeona De "The Glee Project 2"             | [ 24 ]      |
| Aylin Bayramoglu    | 19 años | Chicago, Illinois.                          | Subcampeona De "The Glee Project 2"             | [ 24 ]      |
| Michael Weisman     | 18 años | Chicago, Illinois.                          | 10.º eliminado El 07/08/2012 en "Actability"    | [ 24 ]      |
| Lily Mae Harrington | 18 años | Cape Cod, Massachusetts.'                   | 9.ª eliminada El 07/08/2012 en "Actability"     | [ 24 ]      |
| Shanna Henderson    | 21 años | Auburn, Alabama.                            | 8.ª eliminada El 31/07/2012 en "Romanticality"  | [ 24 ]      |
| Abraham Lim         | 24 años | Queens, Nueva York / San Diego, California. | 7.º eliminado El 24/07/2012 en "Tenacity"       | [ 24 ]      |
| Nellie Veitenheimer | 19 años | Tacoma, Washington.                         | 6.ª eliminada El 17/07/2012 en "Theatricality"  | [ 5 ]       |
| Charlie Lubeck      | 22 años | Chicago, Illinois.                          | 5.º eliminado El 10/07/2012 en "Fearlessness"   | [ 24 ]      |
| Mario Bonds         | 24 años | Lanham, Maryland.                           | 4.º eliminado El 03/07/2012 en "Adaptability"   | [ 24 ]      |
| Tyler Ford          | 21 años | Boca Ratón, Florida.                        | 3.er eliminado El 26/06/2012 en "Sexuality"     | [ 24 ]      |
| Dani Shay           | 23 años | Orlando, Florida.                           | 2.ª eliminada El 12/06/2012 en "Dance Ability"  | [ 24 ]      |
| Taryn Mai           | 22 años | Detroit, Míchigan.                          | Abandono El 12/06/2012 en "Dance Ability"       | [ 24 ]      |
| Maxfield Camp       | 22 años | Nashville, Tennessee.                       | 1.er eliminado El 05/06/2012 en "Individuality" | [ 24 ]      |

### Episodios
| Número | Título original                                   | Audiencia en EE. UU. | Fecha de estreno EE. UU. | Estreno Latinoamérica    | Eliminado      |
| --- | ------------------------------------------------- | -------------------- | ------------------------ | ------------------------ | -------------- |
| 2-0 | «Temporada 2 de The Glee Project: Los últimos 14» | S/D                  | 2 de junio de 2012       | 19 de julio de 2012      | S/E            |
| Una capítulo especial que muestra el proceso de selección de la segunda temporada. - Mentores invitados: Samuel Larsen (Joe Hart), Damian McGinty (Rory Flanagan), Alex Newell (Wade "Unique" Adams). - Video musical: «The Edge of Glory» - (Lady Gaga) Nota: Los jueces Robert Ulrich y Zach Woodlee hicieron un cameo apareciendo al final del video musical. |                                                   |                      |                          |                          |                |
| 2-1 | «Individuality»                                   | 0.389                | 5 de junio de 2012       | 26 de julio de 2012      | Maxfield       |
| - Mentor invitado: Lea Michele (Rachel Berry) - Tarea: «Born This Way» - (Lady Gaga) - Ganador: Shanna - Video musical: «Here I Go Again» - (Whitesnake) - Nominados y sus recitales: - Aylin: «Without You» - (David Guetta feat. Usher) - Tyler: «ABC» - (The Jackson Five) - Maxfield: «Always on My Mind» - (Willie Nelson) - Número de la eliminación: «Keep Holding On» - (Avril Lavigne) Nota: Iqbal Theba hizo un cameo en el papel del Director Figgins en el video musical. |                                                   |                      |                          |                          |                |
| 2-2 | «Dance-ability»                                   | 0.474                | 12 de junio de 2012      | 2 de agosto de 2012      | Dani & Taryn   |
| - Mentor invitado: Samuel Larsen (Joe Hart) - Tarea: «We Got the Beat» - (The Go-Go's) - Ganador: Abraham - Video musical: «Party Rock Anthem» - (LMFAO feat. Lauren Bennett and GoonRock) - Nominados y sus recitales: - Dani: «Landslide» - (Fleetwood Mac) - Tyler: «Daniel» - (Elton John) - Lily Mae: «Man! I Feel Like a Woman!» - (Shania Twain) - Número de la eliminación: «Keep Holding On» - (Avril Lavigne) Nota: Taryn se retiró de la competencia debido a inconvenientes sentimentales. |                                                   |                      |                          |                          |                |
| 2-3 | «Vulnerability»                                   | 0.487                | 19 de junio de 2012      | 9 de agosto de 2012      | S/E            |
| - Mentor invitado: Cory Monteith (Finn Hudson) - Tarea: «My Life Would Suck Without You» - (Kelly Clarkson) - Ganador: Nellie - Video musical: «Everybody Hurts» - (R.E.M.) - Nominados y sus recitales: - Lily Mae: «Mercy» - (Duffy) - Charlie: «Fix You» - (Coldplay) - Mario: «Over the rainbow» - (The Wizard of Oz) - Número de la eliminación: «Keep Holding On» - (Avril Lavigne) Nota: Ningún competidor fue eliminado en esté episodio. |                                                   |                      |                          |                          |                |
| 2-4 | «Sexuality»                                       | 0.640                | 26 de junio de 2012      | 16 de agosto de 2012     | Tyler          |
| - Mentor invitado: Naya Rivera (Santana Lopez) - Tarea: «I Wanna Sex You Up» - (Color Me Badd) - Ganador: Charlie - Video musical: «Moves like Jagger / Milkshake» - (Maroon 5 / Kellis) - Nominados y sus recitales: - Tyler - «Smile» - (Charlie Chaplin) - Charlie - «I Get a Kick Out of You» - (Cole Porter) - Michael - «Lucky» - (Jason Mraz) - Número de la eliminación: «Keep Holding On» - (Avril Lavigne) Nota: Mary Gillis hizo un cameo como la profesora Hagberg en el video musical. |                                                   |                      |                          |                          |                |
| 2-5 | «Adaptability»                                    | 0.495                | 3 de julio de 2012       | 23 de agosto de 2012     | Mario          |
| - Mentor invitado:Kevin McHale (Artie Abrams) - Tarea: «You Oughta Know» - (Alanis Morissette) - Ganador: Aylin - Video musical: «Price Tag» - (Jessie J) - Nominados y sus recitales: - Nellie y Blake: «Waiting for a Girl Like You» - (Foreigner) - Ali y Abraham: «Last Friday Night (T.G.I.F.)» - (Katy Perry) - Mario y Charlie: «Don't Let The Sun Go Down On Me» - (Elton John) - Los Últimos 3: - Abraham - Charlie - Mario - Número de la eliminación: «Keep Holding On» - (Avril Lavigne) |                                                   |                      |                          |                          |                |
| 2-6 | «Fearlessness»                                    | 0.507                | 10 de julio de 2012      | 30 de agosto de 2012     | Charlie        |
| - Mentor invitado: Jane Lynch (Sue Sylvester) - Tarea: «Now That We Found Love» - (Heavy D) - Ganador: Lily Mae - Video musical: «Hit Me With Your Best Shot / One Way or Another» - (Pat Benatar / Blondie) - Nominados y sus recitales: - Aylin - «Take a Bow» - (Rihanna) - Charlie - «It's Not Unusual» - (Tom Jones) - Nellie - «If I Were a Boy» - (Beyonce) - Número de la eliminación: «Keep Holding On» - (Avril Lavigne) Nota: Rock Anthony hizo un cameo como Rick "The Stick" Nelson en el video musical. |                                                   |                      |                          |                          |                |
| 2-7 | «Theatricality»                                   | 0.342                | 17 de julio de 2012      | 6 de septiembre de 2012  | Nellie         |
| - Mentor invitado: Grant Gustin (Sebastián Smythe) - Tarea: «I Hope I Get It» - (A Chorus Line) - Ganador: Ali - Video musical: «When I Grow Up» - (Pussycat Dolls) - Nominados y sus recitales: - Nellie: - «I'm The Only One» - (Melissa Etheridge) - Abraham: - «Stereo Hearts» - (Gym Class Heroes) - Lily Mae: - «Someone like You» - (Adele) - Número de la eliminación: «Keep Holding On» - (Avril Lavigne) Nota: Durante el video musical los participantes representaron a varios iconos musicales, entre ellos estaba Abraham como David Bowie, Ali como Katy Perry, Aylin como Madonna, Blake como Boy George, Lily como Cyndi Lauper, Michael como Elvis Presley, Nellie como Britney Spears y Shanna como Lady Gaga. |                                                   |                      |                          |                          |                |
| 2-8 | «Tenacity»                                        | 0.357                | 24 de julio de 2012      | 13 de septiembre de 2012 | Abraham        |
| - Mentor invitado: Amber Riley (Mercedes Jones) - Tarea: «Survivor» - (Destiny's Child) - Ganador: Ali - Video musical: «Eye of the Tiger» - (Survivor) - Nominados y sus recitales: - Michael: - «Brick» - (Ben Folds Five) - Abraham: - «Man in the Mirror» - (Michael Jackson) - Lily Mae: - «I'm The Greatest Star» - (Funny Girl) - Número de la eliminación: «Keep Holding On» - (Avril Lavigne) |                                                   |                      |                          |                          |                |
| 2-9 | «Romanticality»                                   | 0.339                | 31 de julio de 2012      | 20 de septiembre de 2012 | Shanna         |
| - Mentor invitado: Darren Criss (Blaine Anderson) - Tarea: «More Than Words» - (Extreme) - Ganador: Blake - Video musical: «We Found Love» - (Rihanna feat. Calvin Harris) - Nominados y sus recitales: - Aylin - «The First Time Ever I Saw Your Face» - (Roberta Flack) - Blake - «Losing My Religion» - (R.E.M.) - Shanna - «Stronger (What Doesn't Kill You)» - (Kelly Clarkson) - Número de la eliminación: «Keep Holding On» - (Avril Lavigne) Nota: Nuno Bettencourt de Extreme acompañó a los participantes en guitarra durante la tarea, y Iqbal Theba hizo un cameo durante el video musical como el director Figgins.                                                                                                  |                                                   |                      |                          |                          |                |
| 2-10 | «Actability»                                      | 0.447                | 7 de agosto de 2012      | 27 de septiembre de 2012 | Michael & Lily |
| - Mentor invitado: Dianna Agron (Quinn Fabray) - Tarea: «Addicted to Love» - (Robert Palmer) - Ganador: Michael - Video musical: «Perfect» - (Pink) - Nominados y sus recitales: - Michael - «Girls Just Want to Have Fun» - (Cyndi Lauper) - Lily - «Son of a Preacher Man» - (Dusty Springfield) - Ali - «Here's to Us» - (Halestorm) - Aylin – «Fighter» - (Christina Aguilera) - Blake – «I'm Still Standing» - (Elton John) - Número de la eliminación: «Keep Holding On» - (Avril Lavigne) |                                                   |                      |                          |                          |                |
| 2-11 | «Glee-ality»                                      | P/A                  | 14 de agosto de 2012     | 4 de octubre de 2012     | S/E            |
| - Mentor invitado: Chris Colfer (Kurt Hummel) - Tarea: «You Can't Stop the Beat» - Hairspray - Ganadores: Ali, Aylin y Blake - Video musical: «Tonight Tonight» - (Hot Chelle Rae) - Finalistas y sus últimos recitales: - Ali - «Popular» - (Wicked) - Blake - «I'll Be» - (Edwin McCain) - Aylin - «Rolling in the Deep» - (Adele) Nota: Damian McGinty (Rory Flanagan) hace un cameo en el video musical y al igual que en la primera temporada, regresaron todos los antiguos participantes eliminados (a excepción de Taryn) para participar del último video musical. Ganador de la serie y por ende ganador de la posibilidad de aparecer en 7 episodios de la cuarta temporada de Glee: "Blake Jenner"                    |                                                   |                      |                          |                          |                |

### Progreso Participantes
| Blake    | Sigue  | Sigue  | Sigue  | Sigue  | Riesgo | Sigue  | Sigue  | Sigue  | Ganó   | Nom.  | Ganador     |  |  |  |  |
| Ali      | Sigue  | Sigue  | Riesgo | Sigue  | Riesgo | Sigue  | Ganó   | Ganó   | Sigue  | Nom.  | Subcampeona |  |  |  |  |
| Aylin    | Nom.   | Sigue  | Sigue  | Sigue  | Ganó   | Nom.   | Sigue  | Riesgo | Nom.   | Nom.  | Subcampeona |  |  |  |  |
| Michael  | Sigue  | Sigue  | Sigue  | Nom.   | Sigue  | Riesgo | Riesgo | Nom.   | Riesgo | Elim. |             |  |  |  |  |
| Lily Mae | Riesgo | Nom.   | Nom.   | Sigue  | Sigue  | Ganó   | Nom.   | Nom.   | Sigue  | Elim. |             |  |  |  |  |
| Shanna   | Ganó   | Sigue  | Sigue  | Riesgo | Sigue  | Sigue  | Sigue  | Sigue  | Elim.  |       |             |  |  |  |  |
| Abraham  | Sigue  | Ganó   | Sigue  | Sigue  | Nom.   | Sigue  | Nom.   | Elim.  |        |       |             |  |  |  |  |
| Nellie   | Sigue  | Riesgo | Ganó   | Sigue  | Riesgo | Nom.   | Elim.  |        |        |       |             |  |  |  |  |
| Charlie  | Sigue  | Sigue  | Nom.   | Ganó   | Nom.   | Elim.  |        |        |        |       |             |  |  |  |  |
| Mario    | Riesgo | Sigue  | Nom.   | Sigue  | Elim.  |        |        |        |        |       |             |  |  |  |  |
| Tyler    | Nom.   | Nom.   | Sigue  | Elim.  |        |        |        |        |        |       |             |  |  |  |  |
| Dani     | Sigue  | Elim.  |        |        |        |        |        |        |        |       |             |  |  |  |  |
| Taryn    | Riesgo | Aban.  |        |        |        |        |        |        |        |       |             |  |  |  |  |
| Maxfield | Elim.  |        |        |        |        |        |        |        |        |       |             |  |  |  |  |

 Ganó  El participante ganó el reto del capítulo.

 Ganó  El participante ganó el reto del capítulo pero aun así quedó en riesgo.

 Ganó  El participante ganó el reto del capítulo pero aun así fue nominado.

 Sigue  El participante sigue en competencia.

 Riesgo  El participante corrió riesgo de ser nominado para la última instancía de eliminación.

 Nom.  El participante fue nominado para dejar la competencia, interpretando una última canción para salvarse.

 Nom.  Los participantes fueron nominados, pero no hubo ningún eliminado.

 Riesgo  El participante fue nominado pero quedó solo en riesgo en el capítulo en donde participaron en parejas.

 Elim.  El participante fue eliminado de la competencia.

 Elim.  El participante ganó el reto del capítulo pero aun así fue eliminado de la competencia.

 Aban.  El participante abandonó la competencia.

 Ganador  El participante ganó la oportunidad de aparecer en 7 episodios de la cuarta temporada de glee.

 Subcampeona  Las participantes se coronaron como subcampeonas.

## Emisión internacional
| País / Región | Canal       | Primera Emisión                                         |
| --- | ----------- | ------------------------------------------------------- |
| Estados Unidos (Original) | Oxygen      | 12 de junio de 2011                                     |
| Argentina · Belice · Bolivia · Chile · Colombia · Costa Rica · Cuba · Ecuador · El Salvador · Guatemala · Haití · Honduras · México · Nicaragua · Panamá · Paraguay · Perú · República Dominicana · Uruguay · Venezuela | Fox         | 23 de junio de 2011                                     |
| Brasil | Fox Brasil  | 26 de junio de 2011                                     |
| Canadá | Slice       | 26 de junio de 2011                                     |
| Filipinas | ETC/JACK TV | 23 de julio de 2011                                     |
| Reino Unido Irlanda | Sky 1       | 20 de julio de 2011                                     |
| Hong Kong Indonesia Malasia Birmania Filipinas Singapur Tailandia Vietnam Brunéi Camboya Laos Timor Oriental | STAR World  | 28 de julio de 2011 - 17 de octubre de 2011 (Filipinas) |
| Australia | Eleven      | 15 de julio de 2011                                     |
| Japón | SPBC        | 29 de julio de 2011                                     |
| Nueva Zelanda | FOUR        | 8 de agosto de 2011                                     |